# Regionalwahlkreis Oberland
Der Regionalwahlkreis Oberland (Wahlkreis 7D) ist ein Regionalwahlkreis in Österreich, der bei Wahlen zum Nationalrat für die Vergabe der Mandate im ersten Ermittlungsverfahren gebildet wird. Der Wahlkreis umfasst den Bezirk Imst, den Bezirk Landeck und den Bezirk Reutte.
Bei der Nationalratswahl 2019 waren im Regionalwahlkreis Oberland 100.778 Personen wahlberechtigt, wobei bei der Wahl die Österreichische Volkspartei (ÖVP) mit 53,3 % als stärkste Partei hervorging. Von den drei zu vergebenden Grundmandaten konnte die ÖVP eines erreichen.

## Geschichte
Nach dem Ende des Staates Österreich-Ungarn wurden für das Gebiet Tirols mit der Wahlordnung 1918 für die Wahl der konstituierenden Nationalversammlung zwei Wahlkreise geschaffen, wobei für das Gebiet des heutigen Regionalwahlkreises der Wahlkreis Nordtirol (Wahlkreis 25) gebildet wurde, der mit Ausnahme Osttirols das gesamte, heutige Bundesland Tirol umfasste. Nachdem Gebiete wie Südtirol und Südböhmen endgültig von Österreich an die Nachfolgestaaten Österreich-Ungarns abgetreten hatte werden müssen, wurde aus den verbliebenen Teilen Tirols, der Wahlkreis Tirol (Wahlkreis 18) geschaffen. Nachdem die Wahlordnung von 1923 von der austrofaschistischen Regierung 1934 außer Kraft gesetzt worden war, wurde die ursprüngliche Einteilung der Wahlkreise nach dem Zweiten Weltkrieg mit dem Verfassungsgesetz vom 19. Oktober 1945 weitgehend wieder eingeführt. Mit der Nationalrats-Wahlordnung 1971 kam es zu einer tiefgreifenden Wahlkreisreform, mit der die Anzahl der Wahlkreise in Österreich auf nur noch neun reduziert wurde. Für das Bundesland Tirol änderte sich dadurch bis auf die Nummer des Wahlkreises (nun Wahlkreis 7) nichts. Mit Inkrafttreten der Nationalrats-Wahlordnung 1992 wurde das österreichische Bundesgebiet schließlich in 43 Regionalwahlkreise unterteilt und somit ein drittes Ermittlungsverfahren eingeführt, wobei die Bezirke Imst, Landeck und Reutte zum Wahlkreis Oberland (Wahlkreis 7D) zusammengefasst wurden. 1993 wurden dem Regionalwahlkreis drei Mandate zugewiesen, wobei die Neuberechnung der Mandatsverteilung im Jahr 2002 (nach den Ergebnissen der Volkszählung 2001) zu keinen Veränderungen führte.
Seit der Schaffung des Wahlkreises gelang es der ÖVP bei jeder Wahl stimmenstärkste Partei zu werden, wobei sie Nationalratswahlen 2002 mit 58,2 % ihr bisher bestes Ergebnis erreichte. Neben der Nationalratswahl 2002 konnte die ÖVP auch bei den Nationalratswahlen 2006 und 2019 die absolute Stimmenmehrheit erzielen. Ihr schlechtestes Ergebnis musste die ÖVP bei der Wahl 2008 hinnehmen, als sie mit 37,4 % zum ersten Mal ein Direktmandat im Wahlkreis verfehlte. Die Sozialdemokratische Partei Österreichs (SPÖ) belegte bis fünfmal den zweiten Platz im Regionalwahlkreis, zuletzt 2008, und kam 1995 mit 26,8 % auf ihr bestes Ergebnis. Die Freiheitliche Partei Österreichs (FPÖ) stellte in vier von neun Wahlen die zweitstärkste Kraft dar.

## Wahlergebnisse
| 9. Oktober 1994    |   | Stimmenanteile (%) | 46,9 | 23,6 | 16,7 | 6,8  | -   | 3,8  | -   | -   | 2,2  |
| 9. Oktober 1994    | 3 | Grundmandate       | 1    | 0    | 0    | 0    | -   | 0    | -   | -   | 0    |
| 17. Dezember 1995  |   | Stimmenanteile (%) | 37,8 | 26,8 | 23,8 | 5,1  | -   | 4,8  | -   | -   | 1,7  |
| 17. Dezember 1995  | 3 | Grundmandate       | 1    | 0    | 0    | 0    | -   | 0    | -   | -   | 0    |
| 3. Oktober 1999    |   | Stimmenanteile (%) | 41,3 | 22,7 | 24,1 | 6,9  | -   | 2,9  | -   | -   | 2,1  |
| 3. Oktober 1999    | 3 | Grundmandate       | 1    | 0    | 0    | 0    | -   | 0    | -   | -   | 0    |
| 24. November 2002  |   | Stimmenanteile (%) | 58,2 | 23,8 | 7,8  | 8,6  | -   | 1,2  | -   | -   | 0,4  |
| 24. November 2002  | 3 | Grundmandate       | 1    | 0    | 0    | 0    | -   | 0    | -   | -   | 0    |
| 1. Oktober 2006    |   | Stimmenanteile (%) | 51,8 | 22,0 | 8,2  | 9,2  | 3,0 | -    | -   | -   | 5,8  |
| 1. Oktober 2006    | 3 | Grundmandate       | 1    | 0    | 0    | 0    | 0   | -    | -   | -   | 0    |
| 28. September 2008 |   | Stimmenanteile (%) | 37,4 | 17,1 | 15,7 | 8,5  | 8,9 | 1,7  | -   | -   | 10,7 |
| 28. September 2008 | 3 | Grundmandate       | 0    | 0    | 0    | 0    | 0   | 0    | -   | -   | 0    |
| 29. September 2013 |   | Stimmenanteile (%) | 40,1 | 17,7 | 18,2 | 11,4 | 3,0 | 3,5  | 5,1 | -   | 1,1  |
| 29. September 2013 | 3 | Grundmandate       | 1    | 0    | 0    | 0    | 0   | 0    | 0   | -   | 0    |
| 15. Oktober 2017   |   | Stimmenanteile (%) | 44,0 | 18,1 | 24,5 | 3,3  | -   | 5,8  | -   | 2,8 | 1,7  |
| 15. Oktober 2017   | 3 | Grundmandate       | 1    | 0    | 0    | 0    | -   | 0    | -   | 0   | 0    |
| 29. September 2019 |   | Stimmenanteile (%) | 53,3 | 11,3 | 13,5 | 10,8 | -   | 8,6  | -   | 1,6 | 0,9  |
| 29. September 2019 | 3 | Grundmandate       | 1    | 0    | 0    | 0    | -   | 0    | -   | 0   | 0    |
| 29. September 2024 |   | Stimmenanteile (%) | 35,8 | 12,9 | 29,0 | 5,9  | -   | 10,3 | -   | -   | 6,1  |
| 29. September 2024 | 3 | Grundmandate       | 1    | 0    | 0    | 0    | -   | 0    | -   | -   | 0    |